# 宜花東
宜花東為臺灣東部宜蘭縣、花蓮縣、臺東縣三縣的合稱，是現今交通部中央氣象局所劃分的臺灣東部範圍（參見：東臺灣#範圍定義）。因基隆北海岸也有相似的氣候條件與地理形勢，宜花東有時也加上基隆北海岸，合稱基宜花東。
也因此，有人主張將該區域整合為一個行政區。本地區東面朝太平洋，是全臺灣海岸線最長的地區。到2018年7月止，宜花東地區的總計：人口1,004,217人，總面積為10,287.4491平方公里。

## 外部連結
- 內政部統計月報1.9縣市現住人口